# Avaaz.org
Avaaz.org er en global civil organisation der blev lanceret i 2007 der fremmer aktivisme på emner som klimaforandringer, menneskerettigheder, korruption, fattigdom og konflikter, ved at lave online underskrift-indsamlinger via internettet. Dens erklærede mission er at "lukke gabet mellem den verden, vi har, og den verden, de fleste mennesker overalt ønsker." Organisationen arbejder på 15 sprog, og anfører, at den har næsten 42 millioner medlemmer i 193 lande.
Avaaz er det persiske ord for stemme, og i en række andre sprog. Avaaz.org's blev grundlagt af Res Publica, som et "fællesskab af den offentlige sektors fagfolk dedikeret til at fremme god regeringsførelse, borgerlige dyd og deliberativt demokrati”.

## Projekt eksempler
I juni 2010 lancerede Avaaz.org en underskriftindsamling som opfordrer til en undersøgelse af den israelske tilbageholdelse af Gaza-flotillen og for afslutningen af Gaza-blokaden. Det oprindelige mål var at opnå 200.000 underskrifter, men dette blev opfyldt inden for 24 timer , et nyt mål på 300.000 blev igen opfyldt inden for 24 timer, og et tredje blev fastsat til 500.000 underskrifter.

### Links
- AVAAZ hjemmeside (engelsk)
- Avaaz kanal på YouTube (engelsk)
- Avaaz's officielle profil på Bebo (engelsk)

### Notater
1. ↑  "Avaaz Highlights". Arkiveret fra originalen 30. juni 2013. Hentet 27. januar 2012.
2. ↑  Avaaz mission statement, 17 October 2007
3. ↑  Avaaz.org, About Us
4. ↑  Res Publica, Res Publica
5. ↑  "Gaza: investigate the raid, end the blockade". Arkiveret fra originalen 10. marts 2012. Hentet 27. januar 2012.

| Forening eller organisation | Spire Denne artikel om en forening eller organisation er en spire som bør udbygges. Du er velkommen til at hjælpe Wikipedia ved at udvide den. |

| Internet | Spire Denne internet-relaterede artikel er en spire som bør udbygges. Du er velkommen til at hjælpe Wikipedia ved at udvide den. |

| Anime eller manga | Spire Denne artikel om medie og kommunikation er en spire som bør udbygges. Du er velkommen til at hjælpe Wikipedia ved at udvide den. |